# Milešov

Flagge von Milešov

Milešov (deutsch Mileschau) ist eine Gemeinde in Tschechien. Sie liegt 18 Kilometer südöstlich von Příbram und gehört zum Okres Příbram.

## Geographie
Milešov befindet sich rechtsseitig der Moldau im Mittelböhmischen Hügelland am Zusammenfluss des Milešovský und Jahodový potok. Nordwestlich, beim Ortsteil Přední Chlum liegt die Staumauer der Talsperre Orlík. Im Südosten erhebt sich der Hrby (627 m) mit dem Aussichtsturm Onen Svět.
Nachbarorte sind Žebrákov im Norden, Zhoř und Podmoky im Nordosten, Vrbice im Osten, Kosobudy im Südosten, Planá und Koubalova Lhota im Süden, Klenovice im Südwesten, Lavičky und Bohostice im Westen sowie Přední Chlum im Nordwesten.

## Geschichte
Die erste urkundliche Erwähnung von Milešov datiert aus dem Jahre 1323.
Zwischen 1960 und 1962 wurde westlich des Dorfes die Moldau in der Orlík-Talsperre gestaut. Dabei wurde u. a. das Dorf Orlické Zlákovice geflutet. Am rechten Ufer des Stausees befinden sich auf dem Gebiet der Gemeinde die Campingplätze Trhovky, Bor, Popelíky und Salaš.

## Gemeindegliederung
Die Gemeinde Milešov besteht aus den Ortsteilen Klenovice (Klenowitz), Milešov (Mileschau) und Přední Chlum (Vorder Chlum) sowie den Ortslagen Hřebeny, Hrachovka und Lipí. Zur Gemeinde gehören auch die Fluren des überfluteten Dorfes Orlické Zlákovice (Slakowitz).

## Sehenswürdigkeiten
- Wallfahrtskirche Mariae Himmelfahrt, erbaut zu Beginn des 20. Jahrhunderts, jedes Jahr findet am Wochenende nach dem 15. August die Milešover Wallfahrt statt
- Aussichtsturm Onen Svět
- Technisches Denkmal Šefrovna (Gasthaus mit früherer Brauerei)

## Persönlichkeiten
- Ema Destinová, sie verlebte zusammen mit ihrem Vater Emanuel Kittel einige Jahre ihrer Kindheit in dem Dorf